# Gong Li
Pour les articles homonymes, voir Gong.
Cet article concerne une actrice chinoise. Pour la karatéka chinoise, voir Gong Li (karaté).
Dans ce nom chinois, le nom de famille, Gong, précède le nom personnel.
Gong Li (chinois traditionnel : 巩俐, Gǒng Lì), née le 31 décembre 1965 à Shenyang, dans la province du Liaoning, en Chine, est une actrice sino-singapourienne.
Elle est considérée comme l’une des plus grandes actrices en Chine et même en Asie aujourd’hui. Au cours de sa carrière, elle a notamment été distinguée par une coupe Volpi, deux coqs d'or et trois prix des Cent Fleurs, ces deux dernières étant les deux plus prestigieuses distinctions chinoises du cinéma. Elle a également remporté les prix honoraires du festival de Berlin et du festival de Cannes.
Gong a été présidente du jury de la Berlinale 2000 et de la Mostra de Venise 2002, étant ainsi la première personnalité chinoise à occuper ce poste lors des deux événements.

## Biographie

### Enfance
Cadette d'une famille de cinq enfants, Gong Li grandit à Jinan, la capitale de la province du Shandong.
En 1985, elle est admise à l'Académie centrale d'art dramatique de Pékin.

### Carrière

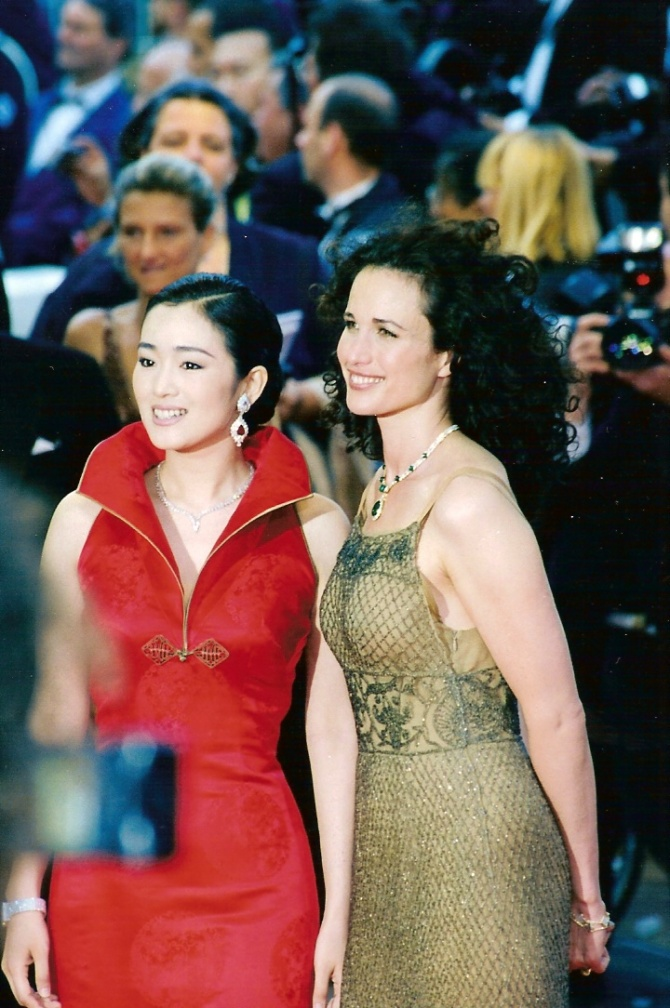
Gong Li et Andie MacDowell
au Festival de Cannes 1998.

Ancienne compagne du réalisateur Zhang Yimou et égérie du cinéma contestataire chinois, elle apparaît dans plusieurs de ses films jusqu'en 1995, année de leur séparation. Le Sorgho rouge est son premier rôle en 1988, film qui vaut un ours d'or à Zhang Yimou. Premier film d'une longue collaboration, ils participent ensemble à Ju Dou (1990), Épouses et concubines (1991), Qiu Ju, une femme chinoise (1992) grâce auquel elle remporte la coupe Volpi de la meilleure actrice à la 49e Mostra de Venise, Vivre ! (1994) et Shanghai Triad en 1995.
Gong Li devient alors l'incarnation du cinéma chinois à l'étranger ; néanmoins, elle n'est pas une star de Hong Kong et son statut d'ambassadrice informelle de la Chine reste une vision occidentale et non un choix des Chinois eux-mêmes.
Gong Li participe aussi à de nombreux films de Chen Kaige, comme Adieu ma concubine (1993), palme d'or à Cannes et L'Empereur et l'Assassin (1999). Elle participe aussi à de nombreux films américains, comme Mémoires d'une geisha (2005), Miami Vice : Deux flics à Miami (2006) et Hannibal Lecter (2007).
Elle réapparaît dans un film de Zhang Yimou, La Cité interdite, en 2007. Unanimement saluée par la critique, elle y interprète une femme blessée et opprimée, emprisonnée dans ce carcan étroit des règles de la cité, à la fois victime et bourreau.

### Publicité
Depuis 1996, Gong Li apparaît en Asie dans les publicités de L'Oréal pour la gamme de produits Revitalift.

### Engagement et prises de position
Depuis le 16 octobre 2000, Gong Li est ambassadrice de bonne volonté de la FAO. Elle est également nommée Artiste pour la paix de l'UNESCO.
Dans Coming Home, un film sorti en 2014 et tourné sous la direction de Zhang Yimou, le sujet traité est la révolution culturelle ; Gong Li considère qu'« il faut faire en sorte de donner le maximum de chances pour que ça ne se renouvelle pas, et pour cela, il ne faut pas oublier. Autrement, le risque est toujours là de voir se reproduire des actes similaires ».

### Vie privée
Elle est la compagne du réalisateur Zhang Yimou jusqu'en 1995.
En 1996, elle se marie à Ooi Hoe Seong, un homme d'affaires de Singapour. Le 8 novembre 2008, Gong Li devient citoyenne de Singapour, et abandonne la nationalité chinoise, la loi chinoise ne permettant pas de double nationalité. En mai 2012, Ooi Hoe Seong révèle à la presse qu'ils sont divorcés depuis trois ans.
Le 25 mars 2019, lors d'un dîner au palais de l'Élysée à l'occasion de la venue à Paris du président chinois Xi Jinping, elle apparaît aux côtés du compositeur français Jean-Michel Jarre officialisant ainsi leur relation.

## Filmographie
Sauf indication contraire, les informations mentionnées dans cette section peuvent être confirmées par les bases de données cinématographiques  présentes dans la section « Liens externes ».

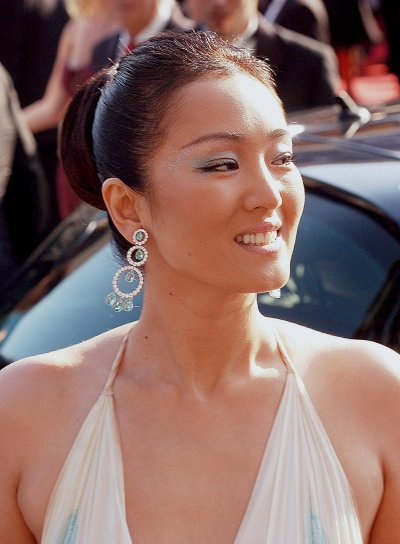
Gong Li au Festival de Cannes 2007.

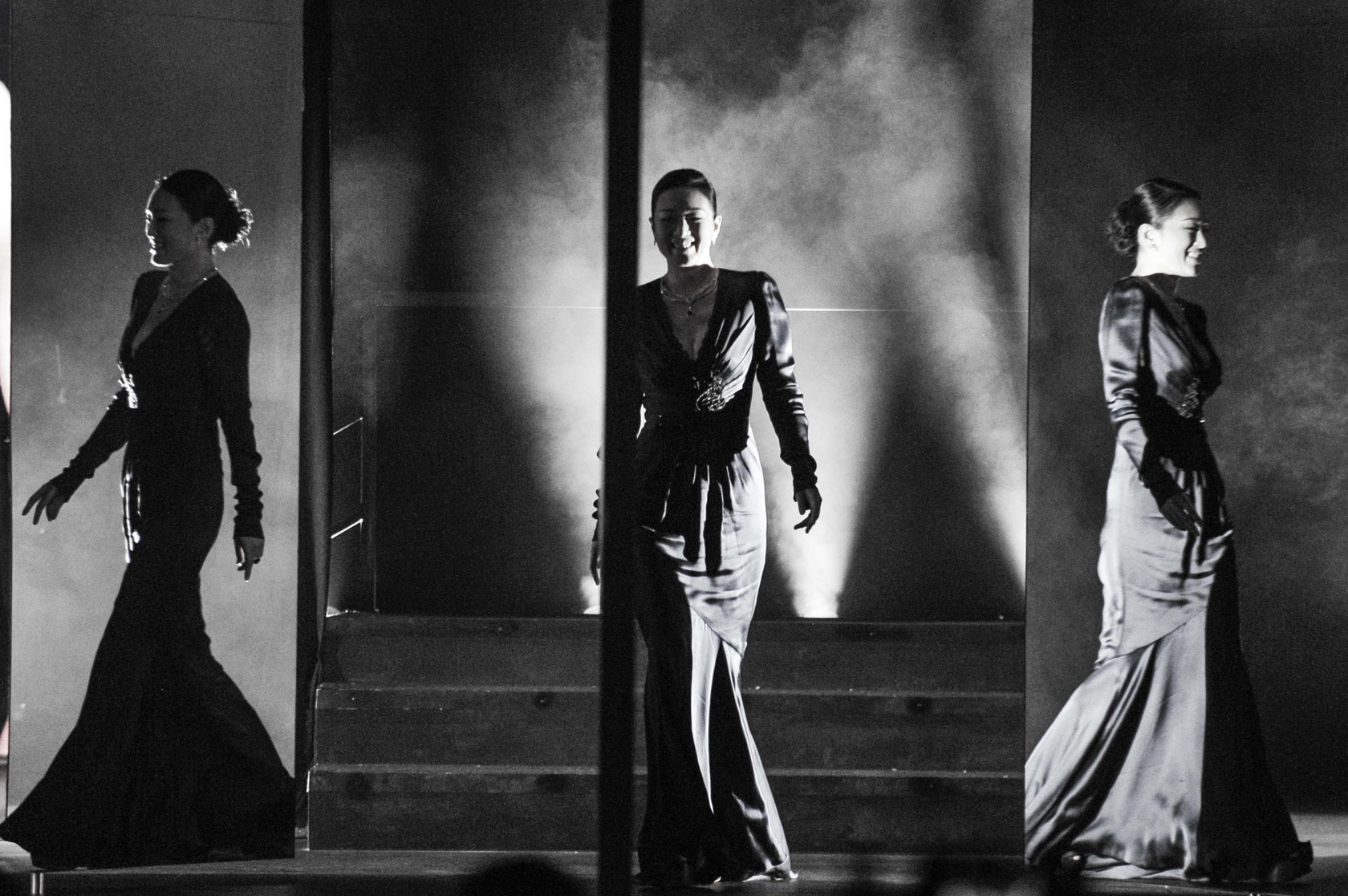
Gong Li en 2013 (composition).

- 1987 : Le Sorgho rouge (红高粱) de Zhang Yimou : Wo Nainai
- 1989 : Mr. Sunshine (開心巨無霸) de Philip Chan
- 1989 : The Empress Dowager (Xi tai hou) de Li Han-hsiang : Guilian
- 1989 : Terracotta Warrior (古今大战秦俑情) de Ching Siu-tung : l'hiver / Lili Chu
- 1989 : Opération jaguar (代号美洲虎 Dai hao mei zhou bao) de Zhang Yimou : Ah Li
- 1990 : Ju Dou (菊豆) de Zhang Yimou : Ju Dou
- 1991 : Les Dieux du jeu 3 : Retour à Shanghai de Wong Jing : Yu-San / Yu-Mong
- 1991 : Épouses et Concubines (大红灯笼高高挂) de Zhang Yimou : Songlian
- 1991 : The Banquet (Ho moon yeh yin) d'Alfred Cheung, Joe Cheung, Clifton Ko et Tsui Hark : elle-même
- 1992 : Qiu Ju, une femme chinoise (en anglais : The Story of Qiu Ju) (秋菊打官司) de Zhang Yimou : Qiu Ju
- 1992 : Mary from Beijing (夢醒時分) de Sylvia Chang : Ma Li
- 1993 : Adieu ma concubine (霸王别姬) de Chen Kaige : Juxian
- 1993 : Flirting Scholar (唐伯虎點秋香) de Lee Lik-chi : Chau Heung
- 1994 : Vivre ! (活着) de Zhang Yimou : Xiu Jiazhen
- 1994 : Demi-Gods and Semi-Devils / The Maidens of Heavenly Mountain d'Andy Wing-Keung Chin : Mo Han-Wen
- 1994 : The Great Conqueror's Concubine (Xi chu bawang) de Stephen Shin : Lu Zhi
- 1994 : Pan Yuliang, artiste peintre (Hua Hun/画魂) de Zhang Yimou et Huang Shuqin : Pan Yuliang
- 1995 : Shanghai Triad (摇啊摇，摇到外婆桥) de Zhang Yimou : Xiao Jingbao
- 1996 : Temptress Moon (風月) de Chen Kaige : Ruyl
- 1997 : Chinese Box de Wayne Wang : Vivian
- 1999 : L'Empereur et l'Assassin (荆柯刺秦王) de Chen Kaige : Lady Zhao
- 1999 : Plus fort que le silence (漂亮妈妈) de Sun Zhou : Su Lyin
- 2002 : Zhou Yu's Train (周渔的火车) de Sun Zhou : Zhou Yu / Xiu
- 2004 : 2046 de Wong Kar-wai : Su Li-zhen
- 2004 : Eros, segment La Main (The Hand) de Wong Kar-wai : Miss Hua
- 2005 : Mémoires d'une geisha (Memoirs of a Geisha) de Rob Marshall : Hatsumomo
- 2006 : Miami Vice : Deux flics à Miami (Miami Vice) de Michael Mann : Isabella
- 2007 : La Cité interdite (Curse of the Golden Flower) (满城尽带黄金甲) de Zhang Yimou : impératrice Phénix
- 2007 : Hannibal Lecter : Les Origines du mal (Hannibal Rising) de Peter Webber : Lady Murasaki
- 2010 : Shanghai de Mikael Håfström : Anna Lan-Ting
- 2011 : What Women Want (Wo zhi nv ren xin) de Daming Chen : Li Yilong
- 2014 : Coming Home de Zhang Yimou : Feng Wanyu
- 2016 : The Monkey King 2 de Soi Cheang : Baigujing / le démon à squelette blanc
- 2019 : Saturday Fiction de Lou Ye : Yu Jin
- 2020 : Leap (Duo guan) de Peter Chan : Lang Ping
- 2020 : Mulan de Niki Caro : Xianniang

## Discographie
- 1994 : Détester cette vie (恨今生)
- 1995 : Shanghai Triad (摇啊摇，摇到外婆桥)
- 1995 : Sortez (滚出去)
- 1995 : La Lune pleine est bonne (月圆花好）
- 1995 : Express spécial (特别快车)
- 1995 : Faux sérieux (假正经)
- 2001 : Nouveau Beijing, nouveaux jeux olympiques (新北京，新奥运)

## Distinctions
Sauf indication contraire, les informations mentionnées dans cette section peuvent être confirmées par les bases de données cinématographiques  présentes dans la section « Liens externes ».

### Coq d'or
- 1993 : coq d'or de la meilleure actrice pour Qiu Ju, une femme chinoise (Qiu Ju da guan si)
- 2000 : coq d'or de la meilleure actrice pour Plus fort que le silence (Piāoliàng māma)

### Prix des Cent Fleurs
- 1989 : prix des Cent Fleurs de la meilleure actrice dans un second rôle pour Opération jaguar (Dai hao mei zhou bao)
- 1991 : prix des Cent Fleurs de la meilleure actrice pour Épouses et Concubines (Da hong deng long gao gao gua)
- 2000 : prix des Cent Fleurs de la meilleure actrice pour Plus fort que le silence (Piāoliàng māma)

### Autres prix
- Hong Kong Film Awards :
  - 1990 : nomination au Hong Kong Film Award de la meilleure actrice pour : Terracotta Warrior (Qin yong)
  - 1996 : nomination au Hong Kong Film Award de la meilleure actrice pour : Temptress Moon (Feng yue)
  - 2006 : meilleure actrice pour La Cité interdite (Man cheng jin dai huang jin jia)
- Golden Phoenix Award :
  - 1992 : meilleure actrice pour Qiu Ju, une femme chinoise (Qiu Ju da guan si)
  - 2000 : meilleure actrice pour Plus fort que le silence (Piāoliàng māma)
- 1993 : meilleure actrice dans un second rôle au New York Film Critics Circle pour Adieu ma concubine (Ba wang bie ji)
- 2000 : meilleure actrice au Festival des films du monde de Montréal pour Plus fort que le silence ( Piāoliàng māma)
- 2000 : meilleure actrice au Shanghai Film Critics Awards pour Plus fort que le silence ( Piāoliàng māma)
- 2006 : meilleure actrice au Hong Kong Film Critics Award pour La Cité interdite (Man cheng jin dai huang jin jia)
- 2006 : nomination à l'Asian Film Awards de la meilleure actrice pour La Cité interdite (Man cheng jin dai huang jin jia)

## Jurys de festivals
Gong Li a participé aux plus grands festivals de cinéma du monde en tant que membre du jury ou présidente du jury.
- 1997 : 50e Festival de Cannes, en tant que membre du jury, avec Tim Burton, Mike Leigh ou encore Nanni Moretti comme autres membres du jury sous la présidence d'Isabelle Adjani.
- 2000 : 50e Festival de Berlin, en tant que présidente du jury, qui comprend notamment Maria Schrader, Andrzej Wajda et Walter Salles.
- 2002 : 59e Festival de Venise, en tant que présidente du jury, qui comprend notamment Jacques Audiard, László Kovács et Francesca Neri.
- 2003 : 16e Festival de Tokyo, en tant que présidente du jury, qui comprend notamment Vincent Lecœur et Irvin Kershner.
- 2014 : 17e Festival de Shanghai, en tant que présidente du jury, qui comprend notamment Sally Potter et Peyman Maadi.
- 2021 : 11e Festival de Pékin, en tant que présidente du jury, qui comprend notamment Nadine Labaki et Chen Kun.

## Voix françaises
En France, Françoise Cadol est la voix française régulière de Gong Li depuis Adieu ma concubine.
- Françoise Cadol dans :
  - Adieu ma concubine
  - Chinese Box
  - L'Empereur et l'Assassin
  - Plus fort que le silence
  - 2046
  - Eros
  - Mémoires d'une geisha
  - Hannibal Lecter : Les Origines du mal (film)

- Yumi Fujimori dans :
  - Miami Vice : Deux flics à Miami
  - Mulan

Et aussi
- Brigitte Berges dans Vivre !
- Barbara Kelsch dans La Cité interdite